# Nicolás Maturana
Nicolás Alexander Maturana Caneo (Santiago del Cile, 8 luglio 1993) è un calciatore cileno, centrocampista del San Antonio Unido.

## Carriera

### Club
Ha giocato nella prima divisione cilena con la maglia dell'Universidad de Chile e del Rangers de Talca.

### Nazionale
Con l'Under-20 cilena ha preso parte al campionato sudamericano Under-20 e al Mondiale Under-20 del 2013.